# Nu (volk)
De Nu (Chinees: 怒族; pinyin: Nùzú; alternatieve namen zijn Nusu, Nung, Zauzou en Along) zijn een van de 56 etnische groepen die door de Volksrepubliek China worden erkend. De bevolking telt ongeveer 37.000 bewoners (anno 2010) in China en ongeveer 30.000 bewoners in Myanmar (anno 2006).

## Demografie
Hun gebied bestaat uit hoge bergen en diepe ravijnen waar de rivieren Dulong, Irrawaddy (N'Mai River en Mali River) en Nujiang doorheen lopen. De naam "Nu" is een afgeleide van de Nujiang waarlangs ze wonen. Nujiang wordt ook wel Nu-rivier (Chinees: 怒江; pinyin: Nù Jiāng of Salween) genoemd.
De Nu leven voornamelijk in de staat Kachin van Myanmar en de provincie Yunnan van China. In China is 90 procent van hen te vinden in de arrondissementen Gongshan, Fugong en Lanping in de provincie Yunnan, samen met Lisu, Drung, Tibetanen, Nakhi, Bai en Han. Er is ook een schaarse verspreiding van Nu in het arrondissement Weixi in de Autonome Tibetaanse Prefectuur Diqing en het arrondissement Zayu in die regio, met name op de grens tussen Yunnan en Tibet.
De Nu spreken verschillende variaties van de Tibeto-Birmaanse taal. Ze hebben geen traditioneel eigen geschreven taal. De Chinese overheid heeft hen geholpen om een schrift te ontwikkelen op basis van het Latijnse alfabet.
Hun economie bestaat vooral uit landbouw. Lokale ambachten zijn linnenweverij, bamboebewerking, houtbewerking, ijzerbewerking en wijnbouw. Daarnaast doen ze aan jacht en visvangst.
De Nu zijn aanhangers van het Tibetaans boeddhisme en hun tribale animisme. Een minderheid heeft zich tot het christendom bekeerd via Franse missionarissen in de tweede helft van de 19e eeuw.
Traditionele festivals die door de Nu worden gevierd zijn onder anderen het Jijiamu-festival en het Fairy Festival. Het Jijiamu-festival is het lentefeest van het Nu-volk, dat ongeveer 15 dagen duurt van het einde van december tot het begin van januari volgens de Chinese kalender. Het Fairy Festival, ook wel het Flower Festival, genoemd, is een traditioneel festival dat op 15 maart van de Chinese kalender begint en drie dagen duurt.
Achang · Akha · Bai · Baima · Blang (Bulong) · Bonan · Buyi · Dai · Daur · De'ang · Dong · Dongxiang · Drung · Evenken · Gaoshan (Taiwanese aboriginals) · Gelao · Gin (Vietnamezen) · Han · Hani · Hlai (Li) · Hui · Jingpo · Jino · Kazachen · Kirgiezen · Koreanen · Lahu · Lhoba · Lisu · Mantsjoes · Maonan · Miao (Hmong) · Mongolen · Monpa (Menba) · Mulam (Mulao) · Nanai (Hezhe) · Naxi · Nu · Oeigoeren · Oezbeken · Oroqen · Pumi · Qiang · Russen · Salar · She · Sui · Tadzjieken · Tataren · Tibetanen (Zang) · Tu · Tujia · Wa (Va) · Yao · Yi · Yugur · Xibe · Zhuang